# Norwegische Badmintonmeisterschaft 2021
Die Norwegische Badmintonmeisterschaft 2021 fand vom 4. bis zum 6. Juni 2021 in Frogner statt.

## Sieger und Platzierte
| Disziplin    | Gold                                        | Silber                          | Bronze                                 |
| ------------ | ------------------------------------------- | ------------------------------- | -------------------------------------- |
| Herreneinzel | Peter Rønn Stensæth                         | Markus Barth                    | Mads Marum                             |
| Herreneinzel | Peter Rønn Stensæth                         | Markus Barth                    | Jonas Christensen                      |
| Dameneinzel  | Sofia Louis Macsali                         | Vilde Espeseth                  | Marie Wåland                           |
| Dameneinzel  | Sofia Louis Macsali                         | Vilde Espeseth                  | Marie Mørk                             |
| Herrendoppel | Vegard Rikheim Torjus Flåtten               | Magnus Christensen Mattias Xu   | Carl Christian Mork Fredrik Kristensen |
| Herrendoppel | Vegard Rikheim Torjus Flåtten               | Magnus Christensen Mattias Xu   | Jonas Østhassel Ludvig Smith-Meyer     |
| Damendoppel  | Solvår Flåten Jørgensen Natalie Syvertsen   | Vilde Espeseth Marie Wåland     | Emilie Sotnes Hamang Live Hov Grønbech |
| Damendoppel  | Solvår Flåten Jørgensen Natalie Syvertsen   | Vilde Espeseth Marie Wåland     | Aimee Hong Marie Christensen           |
| Mixed        | Carl Christian Mork Solvår Flåten Jørgensen | Mattias Xu Emilie Sotnes Hamang | Ludvig Smith-Meyer Sofia Louis Macsali |
| Mixed        | Carl Christian Mork Solvår Flåten Jørgensen | Mattias Xu Emilie Sotnes Hamang | Magnus Christensen Aimee Hong          |